# 太陽，不遠
太陽・不遠，為台灣2014年發生太陽花運動的紀錄片，由臺北市紀錄片從業人員職業工會擔任監製，紀錄片周世倫、傅榆、王佩芬、陳育青、蔡崇隆、蔡靜茹、黃兆徽、李家驊、李惠仁親自執導。
經費方面，由導演們發起的網路募資在4天內就吸引1700多人贊助，募得超過250萬。導演賀照緹：「我們在最初召集大家的時候，事實上我們口袋裡面，一毛錢都還沒有，進入第二天的時候，其實我們的第一個就是把這部片完成，基本募資已經完成了，然後下一步我們希望可以推廣這部影片，做更廣泛的發行還有巡迴。」
這部取名「太陽，不遠」紀錄片內容包括「在這裡才有的民主課」以及記錄323當晚「國家機器的啟動」等10個主題。
2014年10月27日在台北市光點華山電影館媒體試映。

## 外部連結
- YouTube上的完整影片
- 太陽，不遠的Facebook專頁
- Yahoo奇摩電影上《太陽，不遠》的資料（繁體中文）
- 開眼電影網上《太陽，不遠》的資料（繁體中文）
- 豆瓣电影上《太陽，不遠》的資料 （简体中文）